# Farasanispora
Farasanispora is een monotypisch geslacht van schimmels uit de orde Pleosporales. Het bevat alleen Farasanispora avicenniae.